# Asthenocnemis linnaei
Asthenocnemis linnaei – gatunek ważki z rodziny pióronogowatych (Platycnemididae), opisany w 2008 na podstawie okazów znalezionych w 1997 na wyspie Dumaran (Filipiny), nazwany na cześć Karola Linneusza z okazji 250-lecia wydania dziesiątej edycji Systema Naturae. 
Długość przedniego skrzydła tego owada wynosi 24–26 mm, długość tylnego skrzydła 23–25 mm, a długość odwłoka 35–39 mm. Ubarwienie brązowe z niebieskim znakowaniem.
Ekologia Asthenocnemis linnaei nie została poznana. Autorzy opisu przypuszczają, że gatunek jest zagrożony wyginięciem, jak wiele innych ważek tamtego regionu.